# Slag bij Vlakke Hoek
De Slag bij Vlakke Hoek was een zeeslag op 15 januari 1962 tussen Nederland en Indonesië over Nederlands-Nieuw-Guinea. Hierbij bracht de Nederlandse marine voor het laatst een schip tot zinken.

## Aanleiding
Nederlands-Nieuw-Guinea, eertijds deel van Nederlands-Indië, was in 1949, in afwachting van een definitieve regeling, buiten de soevereiniteitsoverdracht aan Indonesië gehouden. Dit werd de bron van een slepend conflict tussen Nederland en Indonesië, een conflict dat in 1962 leidde tot een militaire confrontatie.
In januari 1962 intensiveerde Indonesië de al eerder begonnen infiltraties van het betwiste gebied door militairen die over zee werden aangevoerd. Later zouden ook parachutisten worden ingezet. De Slag bij Vlakke Hoek markeert het begin van deze intensivering, die de eerste fase vormde van operatie Trikora, het Indonesische plan om westelijk Nieuw-Guinea gewapenderhand in bezit te nemen. Doel van de infiltraties was om de Nederlandse troepen te dwingen zich, op jacht naar de infiltranten, over een groot gebied te verspreiden. Aldus zou de verdediging worden verzwakt van specifieke doelen - met name de Nederlandse marinebasis op Biak - die de Indonesiërs in de volgende fase van operatie Trikora wilden aanvallen. Bovendien zouden de infiltraties Nederlands Nieuw-Guinea destabiliseren en zo Nederland onder druk zetten.

## Motortorpedoboten

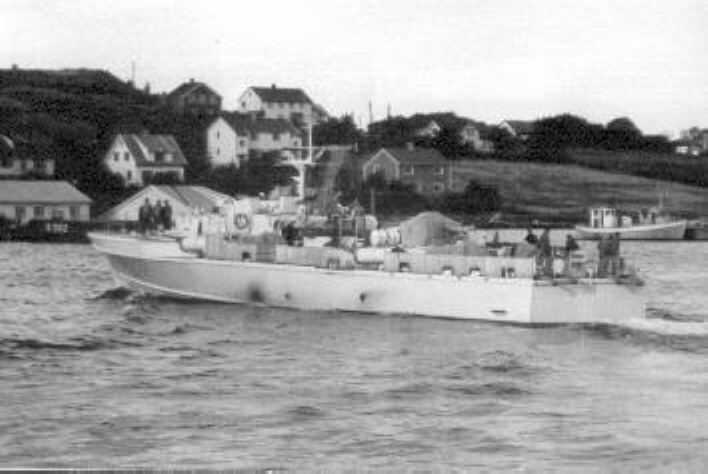
Een motortorpedoboot van de Jaguarklasse

Op de avond van 15 januari naderden vier motortorpedoboten van de Jaguarklasse van de nog jonge Indonesische Marine vanuit Tandjong Priok via de Aroe-eilanden Nieuw-Guinea met het doel zo'n 100 infiltranten te droppen om de bewoners aldaar tegen de Nederlandse heersers op te zetten. Een van deze motortorpedoboten strandde onderweg met motorpech, de andere vervolgden hun koers.

## Verkenningsvliegtuig
De Nederlandse maritieme inlichtingendienst Marid had kennis gekregen van de Indonesische poging tot infiltratie, daarom werd er gepatrouilleerd met verkenningsvliegtuigen. Om 21.37 uur meldde de Nederlandse Lockheed P-2 Neptune BIAK-5 boven vier op hoge snelheid varende boten te vliegen. Vanuit Hollandia kwam daarop het commando illuminate and attack. Het vliegtuig wierp lichtkogels af en wilde een salvo afvuren met de boordmitrailleur. Echter, de vuurpijlen ontbrandden niet en de mitrailleur weigerde. De motortorpedoboten beantwoordden deze Nederlandse 'aanval' met schoten op het vliegtuig.

## Hr. Ms. Evertsen

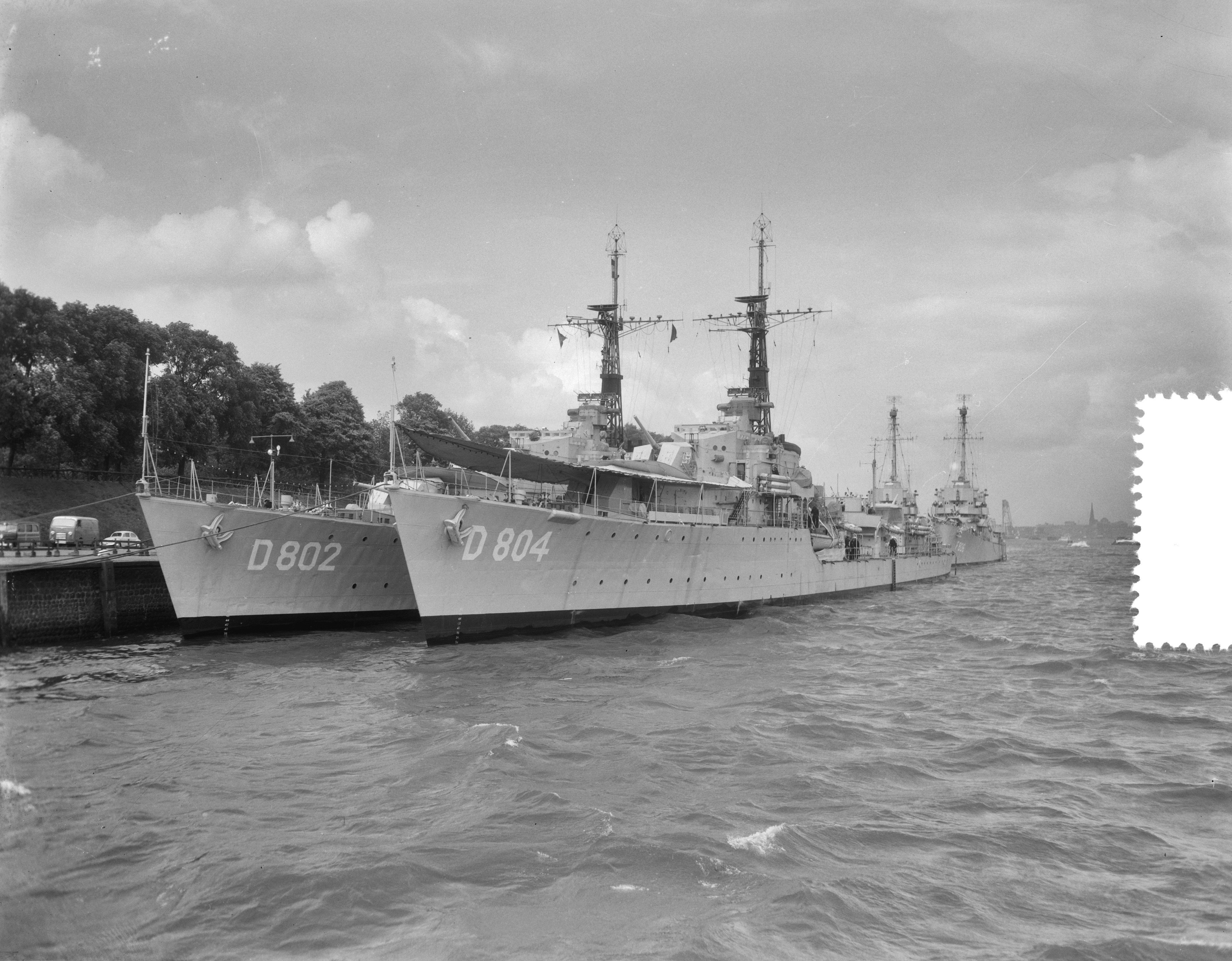
Hr. Ms. Kortenaer (D 804) en Hr. Ms. Evertsen (D 802) aan de kade in de Rotterdamse haven

De beschieting van het vliegtuig was voor de Nederlandse torpedobootjager Hr. Ms. Evertsen reden om in de aanval te gaan. De motortorpedoboot RI Matjan Tutul (650) werd hierbij tot zinken gebracht, een tweede liep op een rif en een derde werd door schoten vanaf grote afstand geraakt. In totaal sneuvelden 39 Indonesische manschappen. De Hr. Ms. Evertsen en de Hr. Ms. Kortenaer konden de meeste opvarenden van de RI Matjan Tutul (650) redden. Onder de drie doden van het gezonken schip was commodore Yos Sudarso die de leiding had over de operatie. Hij geldt nu als held in Indonesië en het eiland Yos Sudarso is naar hem hernoemd.

## Gevolgen
Later bleek dat de motortorpedoboten geen torpedo's bij zich hadden om meer plaats te kunnen bieden aan infiltranten. De Nederlanders hadden 'geluk' dat de mitrailleur van het vliegtuig weigerde en ze dus niet als eerste het vuur hadden geopend. Hiermee kon de regering makkelijk de aanval afdoen als een antwoord op Indonesische agressie.
Militair gezien was de Indonesische actie weliswaar uitgelopen op een fiasco, maar het psychologische effect was aanzienlijk. Nederland werd door deze actie te verstaan gegeven dat het oorlog zou moeten voeren als het bleef weigeren het betwiste gebied over te dragen aan Indonesië.
De Sovjet-Unie, bondgenoot van Indonesië, stelde een ultimatum: twaalf aanwezige duikboten van de Marine van de Sovjet-Unie zouden alle buitenlandse schepen tot zinken brengen vanaf 5 augustus 1962. Op 15 augustus 1962 ondertekenden Indonesië en Nederland na bemiddeling door de Amerikaanse diplomaat Ellsworth Bunker in New York een akkoord waarbij de zeggenschap betreffende Nederlands-Nieuw-Guinea overging naar de United Nations Temporary Executive Authority, die de soevereiniteit in 1963 zou overdragen aan Indonesië.